# 退休寺
退休寺（たいきゅうじ）は、愛知県春日井市にある浄土宗の寺院。

## 歴史
「愛知県春日井市大泉寺町に所在する退休寺は、正保元年（1644）に尾張藩士・小野澤五郎兵衛によって創建された浄土宗の寺院である。本堂の中には本尊の阿弥陀如来坐像が法然上人像と善導大師像とともに安置されている。」と書かれている。
小野澤五郎兵衛は、尾張藩初代藩主徳川義直公（源敬公）江戸付家老として、また、2代藩主徳川光友公のお守役として、信が厚かった。その功績により、義直公がよく鷹狩りをした大泉寺の地（春日郡大泉寺新田）を所望して領地にもらい、隠居所とした。大恩ある義直公が亡くなり定光寺に葬られると、その供養のため、いつでも拝むことができるよう寺の本堂を定光寺に向けて東向きに建てたといわれる。

## 沿革
- 寛永14年（1637年）　　吉清一旦、隠居を申し出るも、義直公の命に傳役続行
- 寛永20年（1643年）　　吉清義直より隠居地（大泉寺村周辺）を賜る
- 正保元年（1644年）　　吉清、隠居地に退休寺創建。義直公より「山」「院」「寺」の3つの号を（賜恩山無量壽院退休寺）を賜る
- 承応 2年（1653年）　　水野権平を普請奉行として、藩命による大普請。本堂・庫裏・書院・茶室・総門・鐘楼・観音堂等建立
- 寛文 8年（1668年）　　吉清称念往生（享年90歳）
- 元禄 8年（1695年）　　3代尾張藩主綱誠公により寺領30石の御黒章賜る。以降4度歴代藩主より賜る
- 安永 4年（1775年）　　類火により本堂・庫裏・書院・茶室・総門・鐘楼等焼失。その後再建
- 天明元年（1781年）　　失火により再度伽藍焼失
- 慶応 3年（1867年）　　台風により本堂他倒壊。仮本堂として建立
- 昭和 6年（1931年）　　5間半間口堂再建
- 平成29年（2017年）　　7間四方入母屋瓦葺き本堂新築

## 文化財

### 愛知県指定文化財
- 木造阿弥陀如来坐像

### 春日井市指定文化財
- 木造観音菩薩立像
- 木造地蔵菩薩立像
- 木造阿弥陀如来立像
- 下街道の古井戸　有形民俗文化財
- 尻冷し地蔵　有形民俗文化財